# تاریخ جامعه‌شناسی
تاریخ جامعه‌شناسی و پیدایش و پذیرش آن به عنوان یک رشته دانشگاهی موضوعی است که در این مقاله به آن پرداخته می‌شود.

## خاستگاه
جامعه‌شناسی را می‌توان به عنوان دانشی در نظر گرفت که تا سده هجدهم با اندیشه فلاسفه آمیخته بود. بین پژوهشگران و مورخان تاریخ علم جامعه‌شناسی در این مورد اختلاف نظر وجود دارد که به راستی چه کسی پایه‌گذار جامعه‌شناسی است. چنان‌که برخی ابوزید عبدالرحمن بن محمد بن خلدون حضرمی مشهور به ابن خلدون تاریخ‌نگار و جامعه‌شناس عرب سده چهاردهم میلادی را یکی از پایه‌گذاران جامعه‌شناسی می‌دانند. دسته‌ای دیگر اگوست کنت فرانسوی را پایه‌گذار و پدر علم جامعه‌شناسی می‌دانند. به‌طور کلی جامعه‌شناسی از سنت خردگرایی بهره جسته‌است که در ابتدا توسط فلاسفه یونان باستان بنا شده بود. واژه جامعه‌شناسی (به فرانسوی: sociologie) توسط فیلسوف فرانسوی اگوست کنت ابداع شد، هر چند او به تنهایی بنیانگذار این رشته علمی به‌شمار نمی‌آید. هدف کنت این بود که قوانین حاکم بر جوامع انسانی که همواره صادقند را توسط یک روش علمی بیابد. این ایده در ذهن کنت با ملاحظه علم فیزیک و موفقیت آن به وجود آمد. او می‌خواست مشابه آنچه در علوم طبیعی انجام شده بود را در جوامع انسانی پیاده‌سازی کند. افرادی در سده ۱۹ میلادی، همانند کارل مارکس نیز بودند که خود را جامعه‌شناس نمی‌خواندند ولی امروزه به عنوان پایه‌گذاران این رشته شناخته می‌شوند. در سده ۱۹ و ۲۰ میلادی جامعه‌شناسانی همچون امیل دورکیم، ماکس وبر، تالکوت پارسونز و کارل مانهایم در توسعه علم جامعه‌شناسی نقش چشمگیری داشتند. به موازات تکوین این علم، روش‌های مطالعات آماری نیز تدوین رشته جامعه‌شناسی مورد استفاده قرارگرفت.

## توسعه در اروپا
جامعه‌شناسی برای اولین بار در دهه ۱۸۸۰ و ۱۸۹۰ میلادی به عنوان یک رشته دانشگاهی شناخته شده و تدریس آن در دانشگاه‌ها شروع شد. اولین نظریه جامعه‌شناسی، نظریات جامعه‌شناس فرانسوی امیل دورکیم بود که بر واقعیت اجتماعی (مستقل از ویژگی‌های روانی مختلف تک تک افراد) تاکید داشت. جهت تلاش برای یافتن این واقعیت‌ها و ارتباط آنها با هم، گروهی از جامعه‌شناسان شروع به بررسی جوامع انسانی بدوی کردند.